# Dywizja Gomesa Freire’a

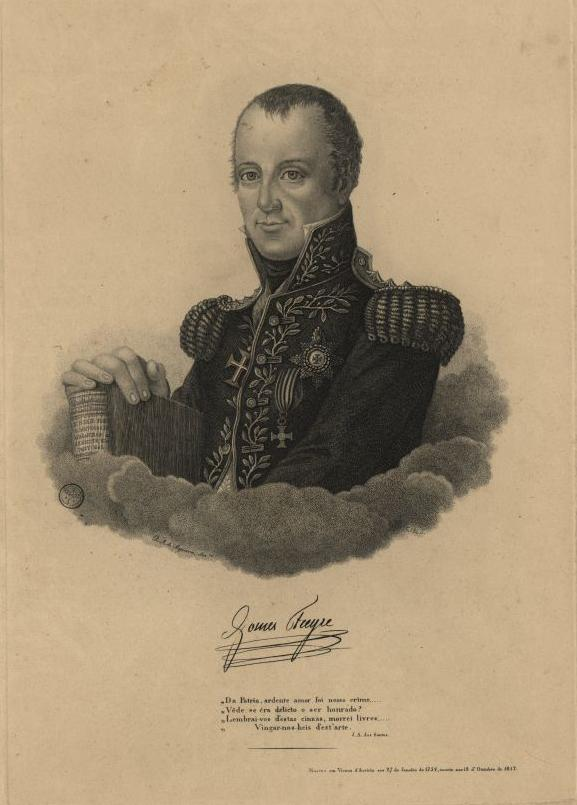
Gomes Freire de Andrade

Dywizja Gomesa Freire’a – jedna z dywizji w strukturze organizacyjnej Wielkiej Armii I Cesarstwa Francuskiego. Brała udział w wojnach napoleońskich, m.in. w I oblężeniu Saragossy.
Jej dowódcą był gen. Gomes Freire de Andrade (Portugalczyk).

## Skład podczas I oblężenia Saragossy w 1808
- 1 Brygada.
  - 119 pułk liniowy – 3 bataliony 1173 ludzi,
  - 7 batalion marszowy – 1 batalion 331 ludzi,
- 2 Brygada.
  - 5 pułk portugalski – 1 batalion 265 ludzi,
  - batalion szaserów portugalskich – 1 batalion 288 ludzi,